# メッセージ〜言葉が裏切っていく〜
『メッセージ〜言葉が、裏切っていく〜』（メッセージ ことばが うらぎっていく）は、2003年1月13日から同年3月10日まで、日本テレビ系列で放送されたよみうりテレビ制作のテレビドラマである。放送時間は毎週月曜22:00 - 22:54（JST）。

## 概要
当初は全10回の放送予定であったが、平均視聴率はそれまでの最低を記録していた『ギンザの恋』を下回る4.4%を記録したため、全8回へと短縮された。
また、主演の真中が裏番組である『ニュースステーション』の金曜日にレギュラー出演していたことも問題視されることとなった。

## ストーリー
児童書籍の担当者であった霧海杏子（真中瞳）は、突然暴露雑誌「週刊ラング」の編集部へ左遷された。杏子は、そこの編集長（宇崎竜童）や、一癖のある人々と真実を追求することとなった。
アウトローである暴露雑誌編集部が、最終的には正義と真実を追求するプロットとなっており、シビアにそのプロセスが描かれている。
当初、編集長が政治家と暴力団の癒着を取り上げようとして殺害されたのを機に、編集部が消滅する結末も考えられていたが、話数の短縮で没案になった。

## 出演
- 霧海杏子：真中瞳
- 永瀬江里：りょう
- 竹内歩：山口もえ
- 藤枝亮：玉山鉄二
- 足立肇：伊武雅刀
- 矢部博：柳沢慎吾
- 田畑明美：倍賞美津子
- 村上行人：宇崎竜童
- 田畑明弘：田中健
- 夏ミチオ：利重剛
- 岡本竜汰

### ゲスト
- 大塚寧々（第1話）
- 岡田義徳（第2話）
- 岩崎ひろみ（第3話）
- 吉行和子（第4話）
- 前田亜季（第5話）
- 芳本美代子（第5話）
- 田中美奈子（第5話）
- 河村隆一（第7話）
- 松山ケンイチ（第7話）
- 鷲尾真知子（第8話）
- 桐谷健太（第8話）

## スタッフ
- チーフプロデューサー：藤井裕也（読売テレビ）
- プロデューサー：岡本浩一（読売テレビ）、千葉行利・次屋尚（MMJ）
- 演出：国本雅広・塚本連平（MMJ）、岡本浩一（読売テレビ）
- 脚本：森下直(第1 - 3話・第5 - 6話・第8話)、武田百合子(第4話・第7話)
- 音楽監督：MOKA☆（近藤由紀夫・小西香葉）
- 制作協力：MMJ
- 製作著作：読売テレビ

## テーマ曲
- 主題歌：Fayray「好きだなんて言えない」
- 挿入歌（最終話のみ）：Fayray「tears」（アルバム『白い花』収録）

## サブタイトル
| 第1話                                                     | 1月13日 | 人を裸にする仕事     | 6.2% |
| 第2話                                                     | 1月20日 | 私のせいで人が死んだ | 4.6% |
| 第3話                                                     | 1月27日 | 病院で命が縮まる     | 5.5% |
| 第4話                                                     | 2月3日  | ゴミ女               | 4.3% |
| 第5話                                                     | 2月10日 | 娘が、壊れていく     | 3.9% |
| 第6話                                                     | 2月17日 | 書いたら殺す         | 3.1% |
| 第7話                                                     | 3月3日  | 恋の爆弾魔           | 4.4% |
| 最終話                                                    | 3月10日 | 一度死んだ男         | 3.2% |
| 平均視聴率 4.4%（視聴率は関東地区・ビデオリサーチ社調べ） |         |                      |      |

- 2月24日は『スーパーテレビ情報最前線』の緊急特番『マイケルジャクソンの真実』（日本テレビ制作）放映のため休止。同番組が22.6%（関東地区）との前週の約7倍の高視聴率を記録し、本番組打ち切りの要因ともなった。

## 関連商品
- メッセージ〜言葉が裏切っていく〜　Vol.1～Vol.4（バップ） 2003年6月25日発売 VHSの単品商品。
- メッセージ〜言葉が裏切っていく〜 ORIGINAL SOUNDTRACK（avex trax） 2003年2月26日発売